# Ramón Montesinos
Ramón Montesinos Calaf (Barcelona, España, 31 de mayo de 1943 - Alella, España, 29 de diciembre de 2010) fue un ex-futbolista español. Jugaba de centrocampista y su primer club fue el CD Condal.

## Carrera
Comenzó su carrera en 1962 jugando para el CD Condal. Jugó para el club hasta 1963. En ese año se pasó al Racing de Santander. En ese año se fue al FC Barcelona, en donde estuvo hasta 1964. En ese año se fue al CA Osasuna, jugando allí hasta 1965. En ese año se fue al CE Sabadell. Jugó para ese equipo hasta 1974. En 1976 se pasó a la UE Sants, club en donde finalmente se retiró del fútbol en 1979.

## Selección nacional
Ha sido internacional con la Selección de fútbol sub-18 de España en 1961 y la selección mayor de España entre 1963 y 1964. En 1971 fue convocado para lucir los colores de la Selección de fútbol de Cataluña.

## Fallecimiento
Falleció en la ciudad catalana de Alella el 29 de diciembre de 2010 a los 67 años de edad.

## Clubes
| Club                | País   | Año       |
| ------------------- | ------ | --------- |
| CD Condal           | España | 1962-1963 |
| Racing de Santander | España | 1963      |
| FC Barcelona        | España | 1963-1964 |
| CA Osasuna          | España | 1964-1965 |
| CE Sabadell         | España | 1968-1974 |
| UE Sants            | España | 1976-1979 |